# مخيم خان يونس
مخيم خان يونس هو مخيم يقع على بعد نحو كيلومترين عن شاطئ البحر الأبيض المتوسط إلى الشمال من رفح. وهو يقع إلى الغرب من مدينة خان يونس التي تعد مركزاً تجارياً رئيسياً والتي كانت نقطة توقف في الطريق التجاري القديم إلى مصر. أُنشئ عام 1949 وبلغت مساحته عند الإنشاء حوالي 549 دونماً، وزادت بعد ذلك إلى 564 دونماً.
أدى الحصار المفروض على قطاع غزة إلى زيادة في معدل البطالة وإلى حدوث مشاكل في سبل الوصول إلى مياه الشرب والكهرباء. كما ويعاني المخيم من مشاكل كبيرة في صيانة البنية التحتية وفي توفير مساكن كافية للعدد الكبير من السكان. ولا يمكن لأي عملية بناء أو إعادة بناء، سواء للبنية التحتية أو للمساكن، بأن تتم بسبب الحظر المفروض على دخول مواد البناء إلى غزة.
كان المخيّم مع تأسيسه يقع تحت إشراف الصّليب الأحمر الدّوليّ، ومنذ تأسيس وكالة الغوث (أنروا) عام 1949 بات تحت إشرافها، حيث تقدّم لسكّانه الخدمات التّعليميّة والصّحّيّة وغيرها.

## سبب التّسمية
يتكوّن اسم خان يونس من كلمتين، كلمة  "خان" بمعنى الفندق، وكلمة يونس نسبة الى الأمير يونس النّيروزيّ الدّاودار، حيث يعود عصر الخانات إلى الخليفة الأمويّ عمر بن عبد العزيز، وهو أوّل خليفة اتّخذ الخانات لراحة المسافرين.
انتشرت هذه الخانات الّتي جاء منها اسم المدينة، بينما يرى بعض المؤرّخين أنّ الاسم القديم هو جنيس، كما ذكرها هيدوروت، وأن خان يونس الحاليّة هي حديثة النّشأة ولا يتجاوز عمرها السّتمائة عام.

## السكان
في أعقاب حرب عام 1948، التجأ 35,000 نسمة إلى المخيم بعد أن فروا من منازلهم خلال أعمال العنف. ويقطن في مخيم خان يونس سنة 2018 ما يزيد عن 84,325 لاجئ.
ينحدر سكان المخيم بمعظمهم من وسط فلسطين ومنطقة بئر السبع ومن قرى وبلدات المجدل ويبنا
وبيت دجن وصرفند وأسدود وبرقة وياصور وعرب صقرير والمسمية الكبيرة والمسمية الصغيرة والبطاني الغربي والبطاني الشرقي ووادي حنين ويافا.

## ملكيّة أراضي المخيّم
تمّ بناء المخيم على أراضٍ معظمها مملوكة للحكومة، بالإضافة إلى بعض الأراضي الّتي تعود ملكيّتها لعدد من العائلات، مثل عائلات المجايدة والفراغ. تمّ تعويض هذه العائلات مقابل استخدام أراضيهم من خلال منحهم بعض الامتيازات، مثل بطاقة المؤن، وتوفير وظائف حكوميّة، وغيرها من التّعويضات.

## البنى التّحتيّة وسبل التّطوير
بسبب الزّيادة الكبيرة في عدد السّكان وضيق مساحة المخيّم، يضطرّ السّكّان إلى بناء مساكنهم بالقرب من بعضها البعض. هذا أدّى إلى نقص في المرافق التّرفيهيّة والخدمات الاجتماعيّة العامّة. كما يضطرّ السّكّان أحيانًا إلى بناء طوابق إضافيّة لاستيعاب عائلاتهم، وغالبًا ما يتمّ ذلك دون تنظيم مناسب. نتيجة لذلك، تعيش العديد من العائلات في ظروف صعبة، حيث يعانون من الاكتظاظ الشّديد، وقلّة فرص العمل، ونقص إمدادات المياه والكهرباء. تعمل وكالة الغوث (أونروا) بالتّعاون مع المجتمع المحلّيّ على تنفيذ بعض المبادرات لتحسين حياة السّكّان. من هذه المبادرات، تمّ تعبيد بعض الطّرق لتسهيل تنقل اللّاجئين، بما فيهم الأشخاص ذوو الاحتياجات الخاصّة.

## مجزرة خان يونس
جاءت مذبحة خان يونس بعد قرار الرّئيس المصريّ آنذاك جمال عبد النّاصر بتأميم قناة السّويس عام 1956. في اجتماع سرّيّ، وافقت بريطانيا وفرنسا وإسرائيل على شنّ هجوم مشترك ضدّ مصر وقطاع غزّة الّذي كان يخضع للحكم المصريّ في تلك الفترة.
بدأ الهجوم في 29 تشرين الأوّل من نفس العام بضربة إسرائيليّة على مواقع مصريّة في شبه جزيرة سيناء. وعندما قاوم سكّان خان يونس في قطاع غزّة، قصف الجيش الإسرائيليّ المدينة بالمدفعيّة، ممّا أسفر عن خسائر فادحة في أرواح المدنيّين. في الثّالث من تشرين الثّاني، ألقت القوات الإسرائيليّة منشورات من الطّائرات تحذّر السّكّان من مقاومة قوات الاحتلال، ثمّ دفعوا آليّاتهم العسكريّة إلى شوارع خان يونس، مطالبين عبر مكبرات الصّوت بخروج الذّكور من سنّ 16 إلى 50 عامًا.
استفاق السّكّان على أصوات مكبّرات الصّوت، الّتي طلبت منهم الخروج، ثمّ قامت القوّات الإسرائيليّة باقتيادهم إلى الجدران والسّاحات العامّة، حيث أطلقت عليهم النّيران دفعة واحدة من أسلحة رشّاشة، ممّا أسفر عن استشهاد مئات الأشخاص في اليوم الأوّل. استمرّت المذبحة حتّى الثاّني عشر من تشرين الثّاني، حيث استمرّت قوّات الاحتلال في ارتكاب المجازر بحقّ المدنيّين من سكّان خان يونس ومخيّمها وقراها، بالإضافة إلى القوّات المصريّة الّتي كانت تدافع عن المدينة. في تلك الفترة، سقط المئات من الشّهداء والجرحى.

## عائلات المخيّم
ياسر، عسقول، أبو شمّالة، أسعد، الحلاق، أبو موسى، جاد الله، أبو نمر، الشّوّا، أبو ستّة، اليازوريّ، أبو القمصان، كلاب، أبو جراد ـ الحلبيّ، البسّ، دحلان، الفاضي، أبو قوطة، الزّقزوق، الآغا، أبو شقرة، حمدان، الجبور، أبو جرب، البحيصي، أبو شاويش، العقّاد، أبو بكرة، أبو شريتح، أبو الخير، فارس، السّنوار، شاميّة، السّيّار، الزّقّان.
تعود أصول غالبيّة سكّان المخيّم إلى مناطق وسط جنوب فلسطين، وغرب صحراء النّقب ومنطقة بئر السّبع،ومدن وأرياف حيفا، ويافا، واللّد، والرّملة، والمجدل. بالإضافة إلى قرى أخرى مثل بيت دجن، وصرفند، وأسدود، وبرقة، ويا صور، عرب صقرير، وعرب أبو سويرح، و المسمية الكبيرة، المسمية الصّغيرة، و البطاني الغربي، البطاني، وحنين، ويبنا، وغيرها.

## أعلام
- محمد دحلان
- أحمد نصر